# 栗山町

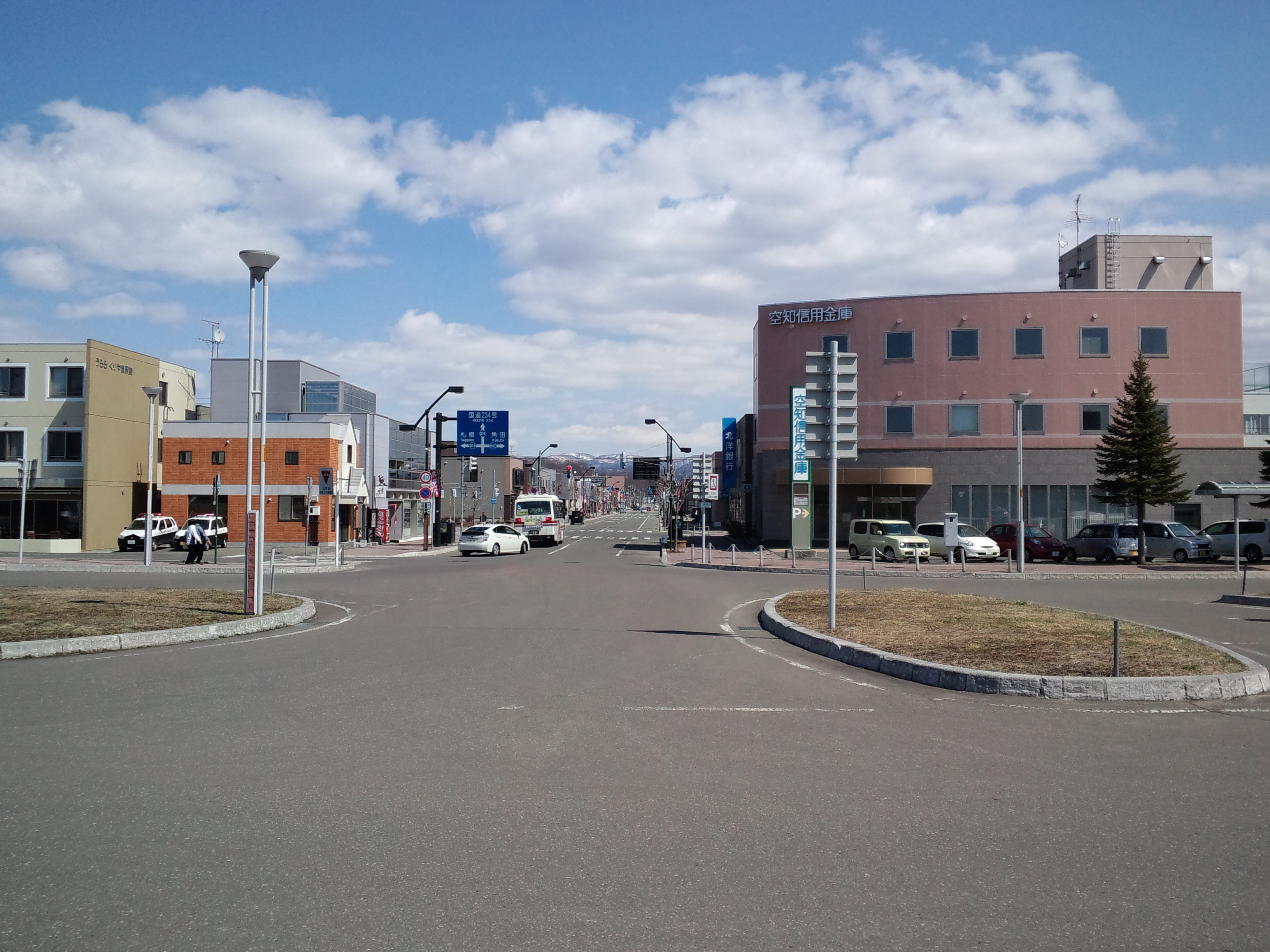
栗山駅前

栗山町（くりやまちょう）は、北海道空知総合振興局管内南部にある町。
道庁所在地である札幌市、空の玄関口である新千歳空港、港湾都市の苫小牧市から車で約1時間の距離にある。栗山町の開拓時代には「角田村」と称され1890年（明治23年）に公称。1949年（昭和24年）4月に町制施行して栗山町が発足した。

## 地名の由来
もともと角田（かくた）という村名であったが、これは当地の開拓が仙台藩角田（かくだ）藩士により行われたことから、その故郷の名よりとられたものであった。
その後、1949年（昭和24年）に市街名の栗山から栗山町と改名し現在に至っている。「栗山」という語源は、アイヌ語の「ヤム・ニ・ウシ」に由来し、「栗の木の繁茂しているところ」に起源している。
出身地・農業主に由来
- 角田 - 元役場所在地。開拓者の出身地が宮城県仙台藩角田藩支藩であったことから、旧主を偲ぶため、泉麟太郎らの懇望から名付けられた。
- 湯地 - 湯地定基が農場を創設して、農場長の遺徳を偲んで名付けられた。
- 森 - 農場主の森啓蔵の名から名付けられた。創世期は炭焼きの盛んであった。
- 鳩山 - 鳩山和夫が経営する農場で、鳩山家にちなんで名が付いた。

アイヌ語に由来
- 阿野呂 - 「アンルル」から。「山の向こうの海岸」の意味
- 雨煙別 - 「ウエンペツ」から。「悪い川」の意味
- 杵臼 - 「キナウシ」から。「昔、湿地が多く蒲が群生していたところ」の意味
- 南角田 - 通称「タラツ」と呼ばれ、「熊の多いところ」の意味

札幌農学校に由来
- 北学田
- 南学田

旧御料地に由来
- 御園
- 円山

自然環境に由来
- 旭台
- 桜丘
- 本沢
- 桜山
- 滝下
- 緑丘
- 三日月

交通網に由来
- 継立
- 中里
- 大井分

生活信条などに由来
- 共和
- 富士

## 地理

### 自然
空知総合振興局南部に位置する。西部は平地、東部は夕張山地に由来する山地となっている。
- 山：雨霧山（509m）
- 河川：夕張川
- 湖沼：くりやま湖（人造湖）、大学池、桜山池

### 地区
- 栗山町北部にある鳩山地区（はとやまちく）は鳩山和夫が開墾したことで知られ、鳩山川・鳩山池・鳩山神社まで現存する、鳩山家の強い縁の地である。鳩山和夫の曾孫で、「地盤を引き継いでいない」ことを理由に世襲政治家ではないと自身をアピールする鳩山由紀夫は、中選挙区制時代にこの鳩山地区を含む選挙区から立候補していた（現在は小選挙区制度となっており、選挙区から外れている）[6]。

### 隣接している自治体
- 空知総合振興局: 岩見沢市、夕張市、長沼町、由仁町

### 人口
| |                                        |  |
| 栗山町と全国の年齢別人口分布（2005年） | 栗山町の年齢・男女別人口分布（2005年） |  |
| ■紫色 ― 栗山町 ■緑色 ― 日本全国 | ■青色 ― 男性 ■赤色 ― 女性              |  |
| 栗山町（に相当する地域）の人口の推移 \| 1970年（昭和45年） \| 19,348人 \| \| \| 1975年（昭和50年） \| 17,528人 \| \| \| 1980年（昭和55年） \| 17,482人 \| \| \| 1985年（昭和60年） \| 16,860人 \| \| \| 1990年（平成2年） \| 16,101人 \| \| \| 1995年（平成7年） \| 15,604人 \| \| \| 2000年（平成12年） \| 14,847人 \| \| \| 2005年（平成17年） \| 14,352人 \| \| \| 2010年（平成22年） \| 13,343人 \| \| \| 2015年（平成27年） \| 12,344人 \| \| \| 2020年（令和2年） \| 11,272人 \| \| |                                        |  |
| 総務省統計局 国勢調査より |                                        |  |
| 1970年（昭和45年） | 19,348人                               |  |
| 1975年（昭和50年） | 17,528人                               |  |
| 1980年（昭和55年） | 17,482人                               |  |
| 1985年（昭和60年） | 16,860人                               |  |
| 1990年（平成2年） | 16,101人                               |  |
| 1995年（平成7年） | 15,604人                               |  |
| 2000年（平成12年） | 14,847人                               |  |
| 2005年（平成17年） | 14,352人                               |  |
| 2010年（平成22年） | 13,343人                               |  |
| 2015年（平成27年） | 12,344人                               |  |
| 2020年（令和2年） | 11,272人                               |  |

### 消滅集落
2015年（平成27年）の国勢調査によれば、以下の集落は調査時点で人口0人の消滅集落となっている。
- 栗山町 - 字本沢

## 沿革
- 縄文時代より栄える。

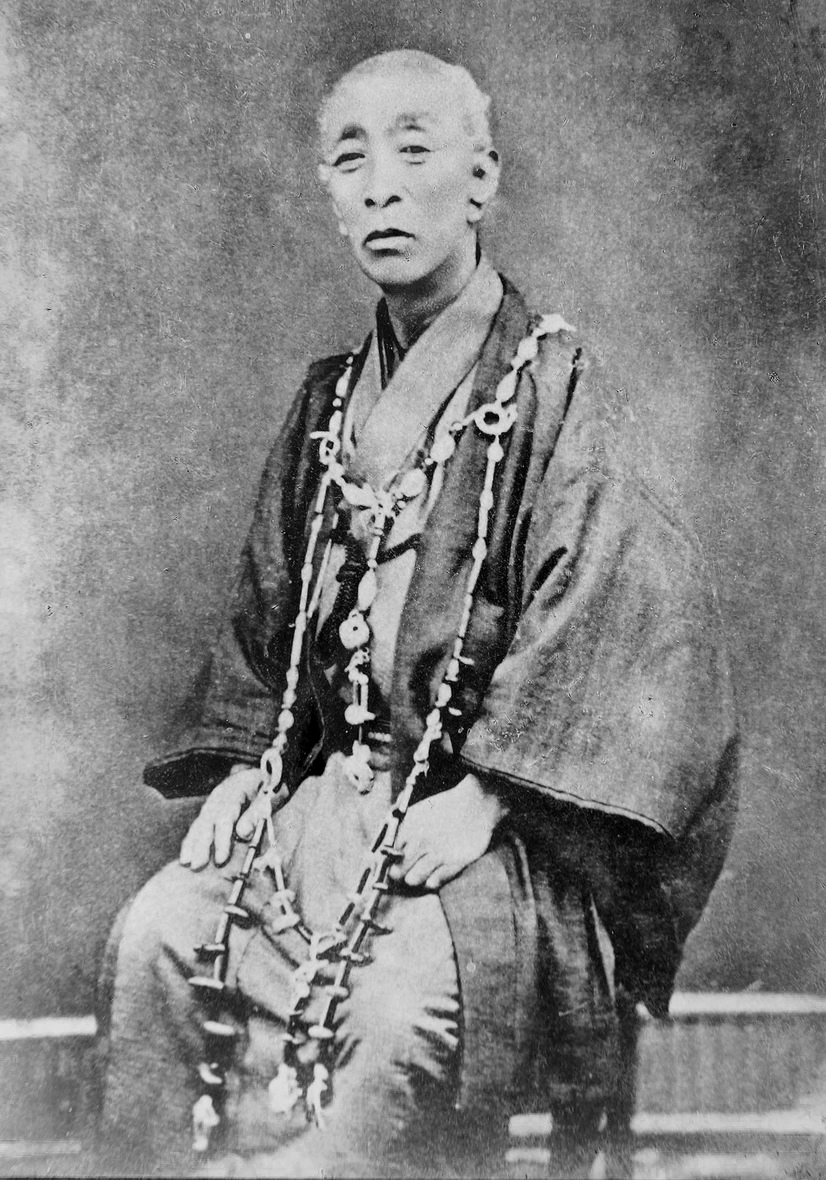
松浦武四郎

- 安政5年（1858年） - 松浦武四郎がこの地を調査する。
- 1888年（明治21年） - 旧仙台藩士（角田石川家中）の泉麟太郎が夕張開墾起業組合を設立し、阿野呂川左岸（角田）に24名が入植する。
- 1890年（明治23年） - 夕張郡角田村（かくたむら）と村名が公称される。
- 1900年（明治33年） - 角田村戸長役場が設置される。
- 1902年（明治35年） - 夕張郡角田村として二級町村制を施行。
- 1907年（明治40年） - 一級町村制を施行。
- 1949年（昭和24年） - 町制施行及び改称して栗山町が発足。
- 1954年（昭和29年）8月11日 - 昭和天皇、香淳皇后が町内を行幸啓。栗山中学校などを訪問[8]。
- 1967年（昭和42年）4月1日 - 夕張市との間で境界変更。

### 地域振興策
1994年（平成6年）からサッカーによる地域活動で、サンフレッチェ広島やコンサドーレ札幌のユースチームの誘致など官民挙げて取り組んだ。
1990年と1991年の2年間。町民有志が中心となり、言葉や図案を彫り込んだ手作りレンガをちりばめて敷設たレンガ歩道。1992年（平成4年）に「手づくり郷土賞」を受賞。

## 行政
- 歴代角田村長

二級町村制下
| 代 | 氏名     | 就任                       | 退任                      | 備考 |
| -- | -------- | -------------------------- | ------------------------- | ---- |
| 1  | 則武鉄蕉 | 1902年（明治35年）4月1日   | 1902年（明治35年）9月30日 |      |
| 2  | 石原市助 | 1902年（明治35年）10月14日 | 1907年（明治40年）3月31日 |      |

一級町村制下
| 代 | 氏名       | 就任                       | 退任                       | 備考 |
| -- | ---------- | -------------------------- | -------------------------- | ---- |
| 1  | 泉麟太郎   | 1907年（明治40年）10月29日 | 1911年（明治44年）6月9日   |      |
| 2  | 村田三次   | 1911年（明治44年）6月23日  | 1915年（大正4年）6月22日   |      |
| 3  | 泉麟太郎   | 1915年（大正4年）7月14日   | 1919年（大正8年）7月13日   | 再任 |
| 4  | 板東徳次郎 | 1919年（大正8年）8月11日   | 1923年（大正12年）10月15日 |      |
| 5  | 前田茂     | 1923年（大正12年）11月21日 | 1927年（昭和2年）5月9日    |      |
| 6  | 板東徳次郎 | 1927年（昭和2年）7月12日   | 1939年（昭和14年）7月30日  | 再任 |
| 7  | 木元義三郎 | 1939年（昭和14年）8月14日  | 1941年（昭和16年）6月19日  |      |
| 8  | 佐藤一馬   | 1941年（昭和16年）9月16日  | 1945年（昭和20年）9月15日  |      |
| 9  | 藤田佐一   | 1945年（昭和20年）12月31日 | 1955年（昭和30年）4月20日  |      |

- 歴代栗山町長

| 代 | 氏名       | 就任                       | 退任                      | 備考         |
| -- | ---------- | -------------------------- | ------------------------- | ------------ |
| 1  | 藤田佐一   | 1945年（昭和20年）12月31日 | 1955年（昭和30年）4月20日 | 村長より留任 |
| 2  | 沢崎松四郎 | 1955年（昭和30年）5月1日   | 1966年（昭和41年）11月7日 |              |
| 3  | 則武基雄   | 1966年（昭和41年）12月4日  | 1982年（昭和57年）12月3日 |              |
| 4  | 桂芳弘     | 1982年（昭和57年）12月4日  | 1990年（平成2年）12月3日  |              |
| 5  | 佐藤逾     | 1990年（平成2年）12月4日   | 1998年（平成10年）        |              |
| 6  | 川口孝太郎 | 1998年（平成10年）4月12日  | 2006年（平成18年）4月11日 |              |
| 7  | 椿原紀昭   | 2006年（平成18年）4月12日  | 2018年（平成30年）4月11日 |              |
| 8  | 佐々木学   | 2018年（平成30年）4月12日  | 現職                      |              |

## 姉妹都市
- 宮城県角田市 - 1978年（昭和53年）8月26日締結[12]。

## 経済

### 立地企業
栗山町に本社を置く企業
- 小林酒造株式会社
- 株式会社小林本店
- 谷田製菓株式会社[13]
- 北海道企業局川端発電所
- 北海道内田鍛工株式会社[14]
- 株式会社木の城たいせつ
- 株式会社日東総業

栗山町に立地する工場
- 株式会社シャトレーゼ栗山工場
- 日本高圧コンクリート株式会社栗山工場[15]

## 公共機関

### 警察
- 栗山警察署

### 消防署
- 南空知消防組合

### 農協
- そらち南農業協同組合（JAそらち南）本所・継立出張所

### 金融機関
- 北洋銀行栗山支店
- 北海道銀行栗山支店
- 空知信用金庫栗山支店
- 空知商工信用組合栗山支店
- JAバンク北海道（北海道信用農業協同組合連合会）JAそらち南 本所・継立出張所

### 郵便局

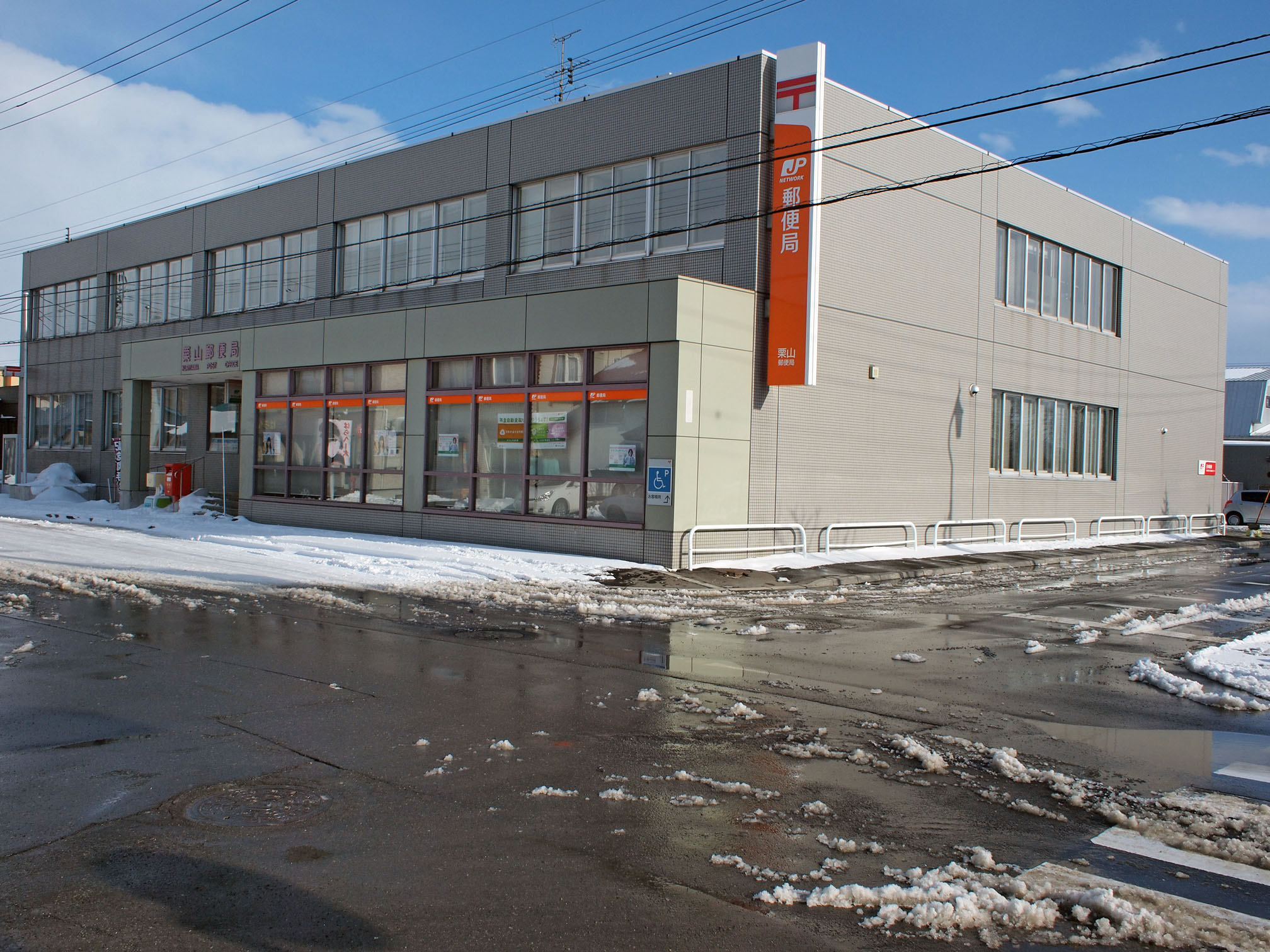
栗山郵便局

- 栗山郵便局（集配局）
- 継立郵便局
- 角田郵便局

### 宅配便
- ヤマト運輸：千歳主管支店由仁センター（由仁町）
- 佐川急便：岩見沢営業所（岩見沢市）
- 日本通運：岩見沢支店（岩見沢市）

## 教育機関

### 高等学校
- 北海道栗山高等学校

### 中学校
- 栗山町立栗山中学校

### 小学校
- 栗山町立角田小学校
- 栗山町立栗山小学校
- 栗山町立継立小学校

### 専門学校
- 北海道介護福祉学校

## 社会教育施設
- 農村環境改善センター（角田157番地1）[16][17]
- 南部公民館（継立176番地8）[16][18]

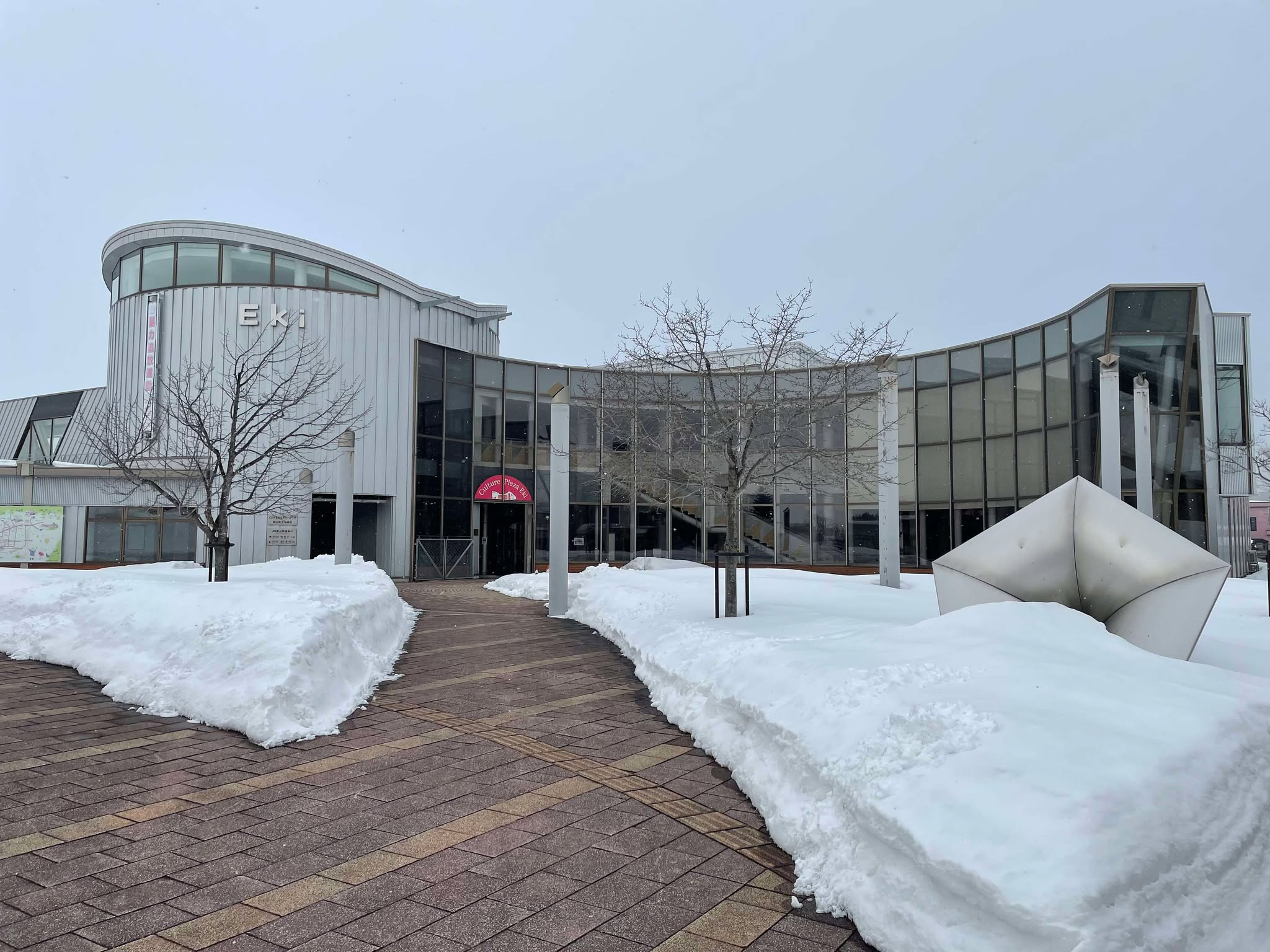
くりやまカルチャープラザEki

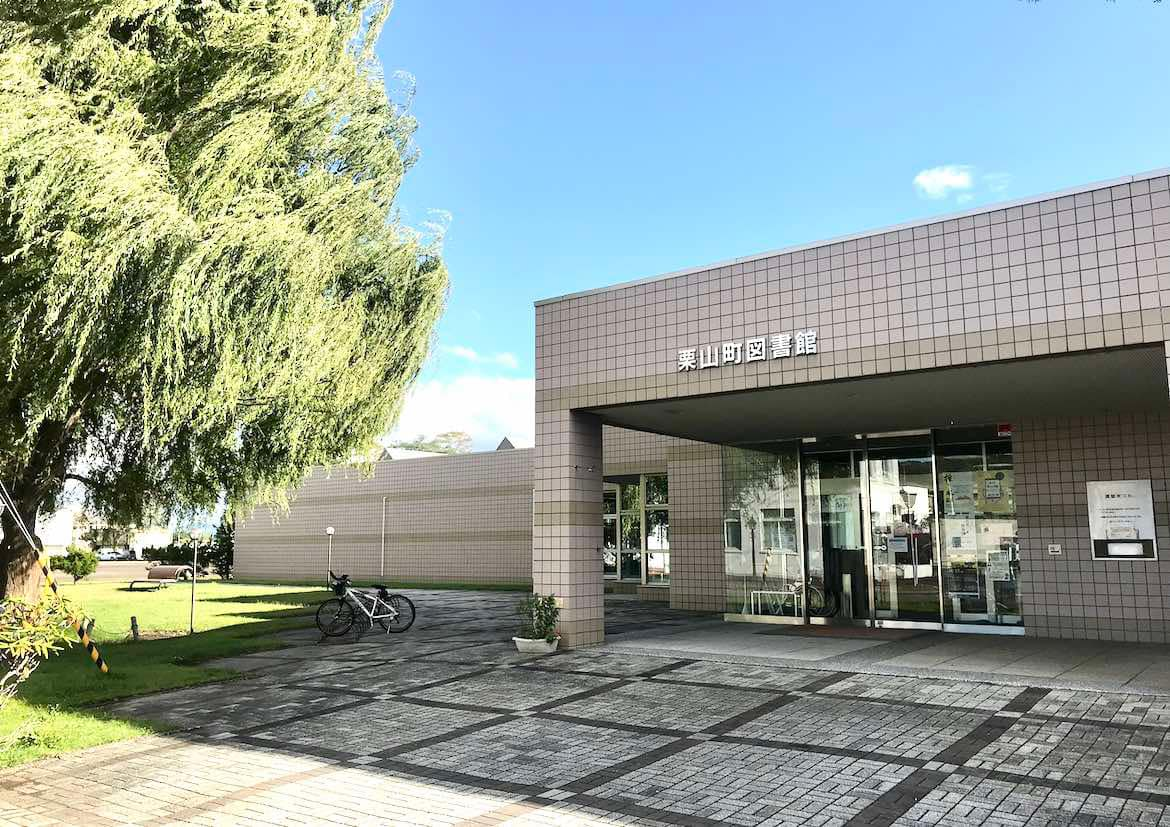
栗山町図書館

- くりやまカルチャープラザEki（中央2丁目1番地）[16][19]
- 栗山町図書館（中央3丁目309）[16][20]
- 泉記念館（角田60番地4）[16][21]
- 開拓記念館（角田60番地4）[16][22]

廃止されたスポーツ施設
- 中央公民館 - 2008年（平成20年）9月利用廃止[16]
- 青少年会館・合宿センター - 2011年（平成23年）3月利用廃止[16]
- 桜山自然の家 - 2015年（平成27年）3月利用廃止[16]

## スポーツ施設

### 総合施設

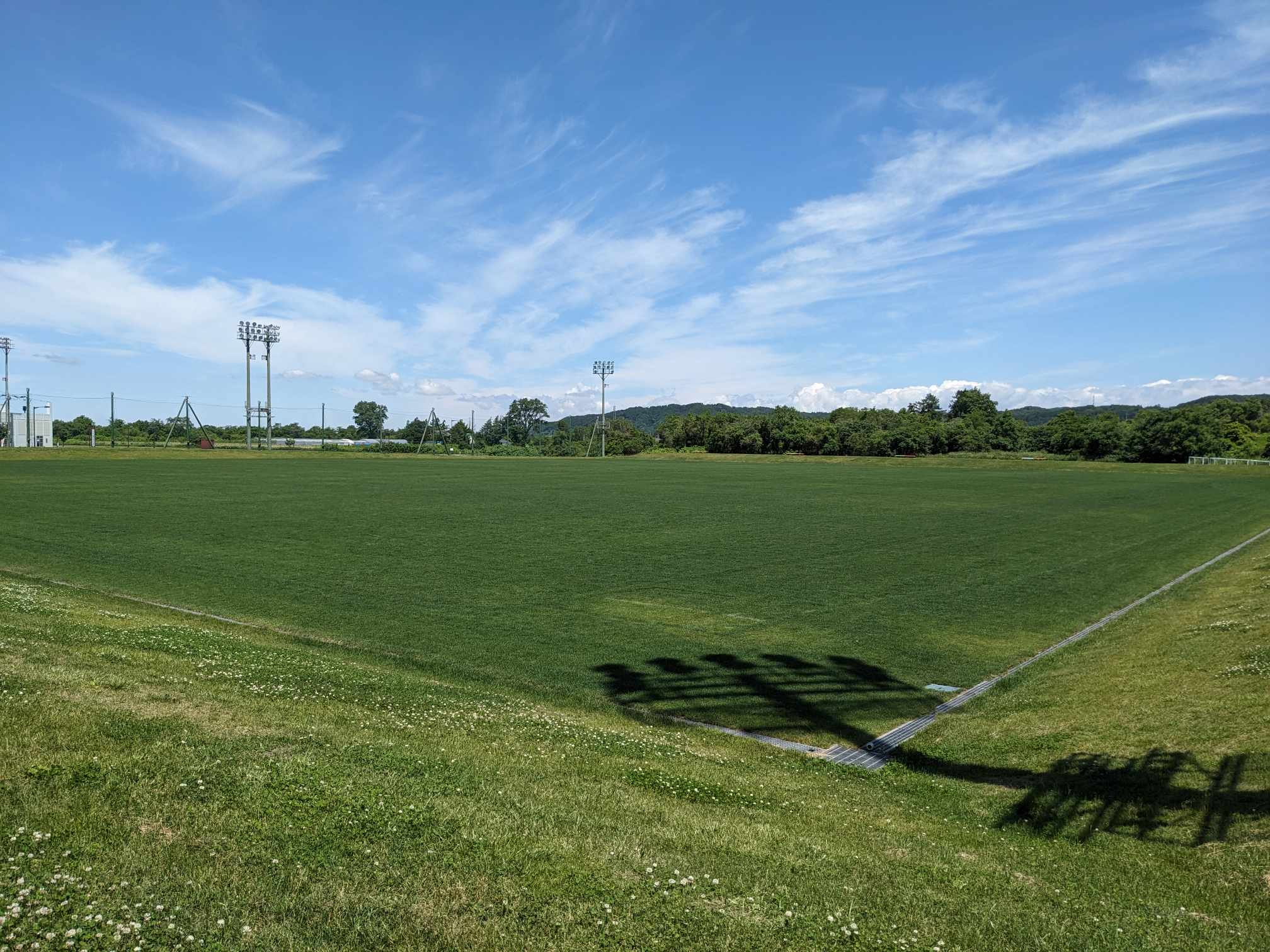
ふじスポーツ広場

- 栗山町総合グラウンド（湯地91-18）[23]
- 栗夢広場（中央3丁目309）[23]
- 栗山スポーツセンター（中央3丁目310）[23]
- ふじスポーツ広場（富士23-5）[23]

### 野球場

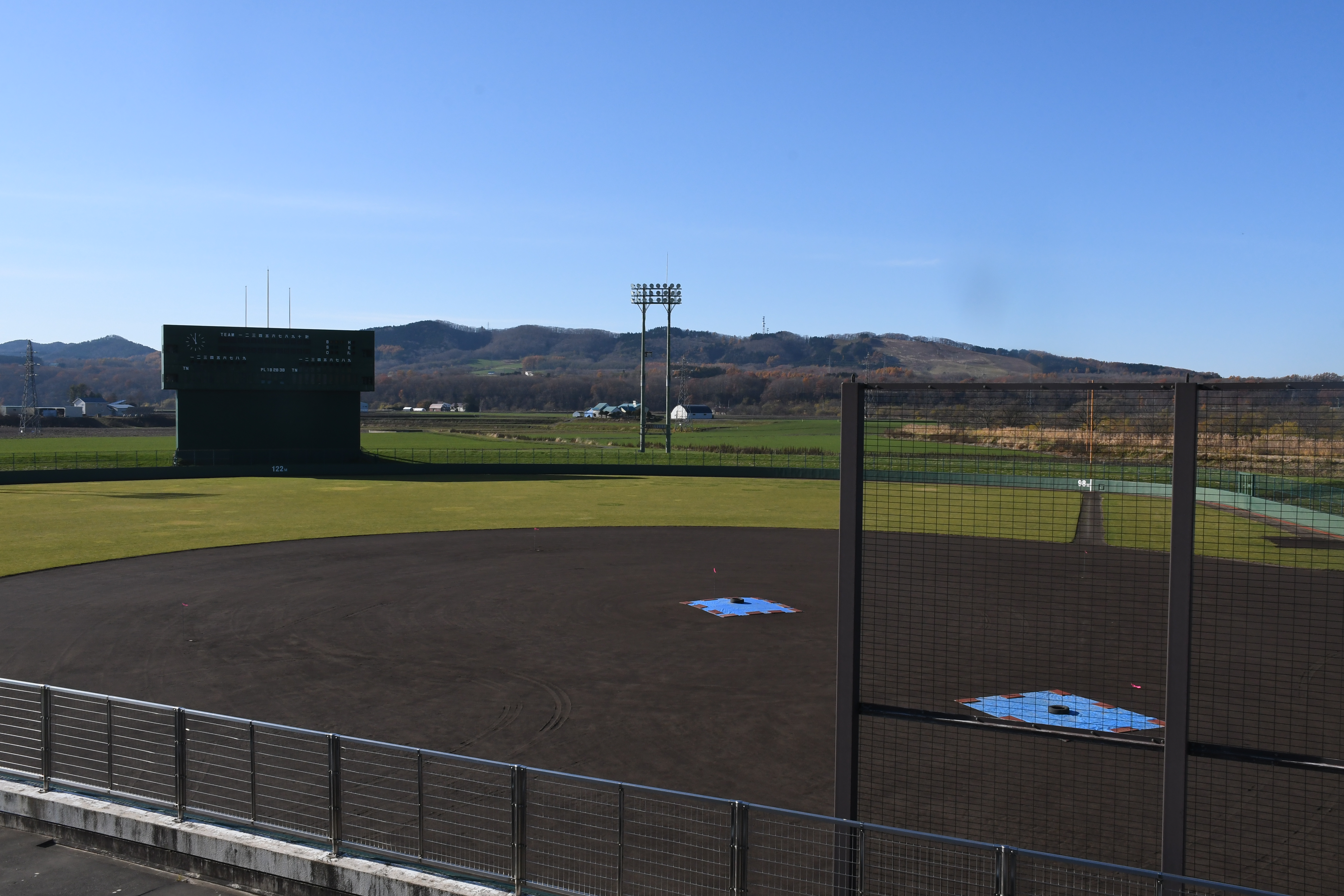
栗山町民球場

- 栗山公園球場（桜丘2丁目38）[23]
- 栗山町民球場（富士200）[23]
- 栗山運動公園（松風4丁目38）[23]

### テニスコート
- 栗山公園テニスコート（桜丘2丁目）[23]
- 角田テニスコート（角田155-1）[23]

### プール
- 栗山水泳プール（中央3丁目311）[23]
- 角田水泳プール（角田17-13）[23]
- 継立水泳プール（継立190-1）[23]

### パークゴルフ場
- 栗山ダムパークゴルフコース（本沢1-1）[23]
- 御園パークゴルフコース（御園86-2）[23]

### その他
- 栗山公園弓道場（桜丘２丁目32-16）[23]
- ふじ交流センター（富士23-5）[23]

#### 廃止されたスポーツ施設
- 栗山スキー場（桜丘1丁目97） - 2018年（令和元年）９月利用廃止[23]
- 継立テニスコート（継立190-1） - 2010年（平成22年）10月利用廃止[23]

## 交通

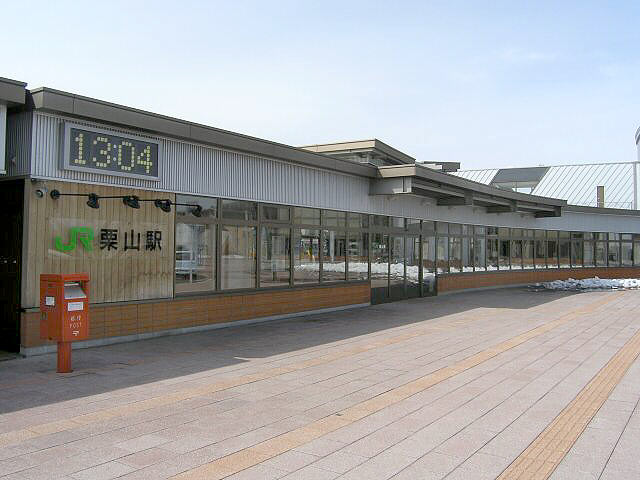
栗山駅

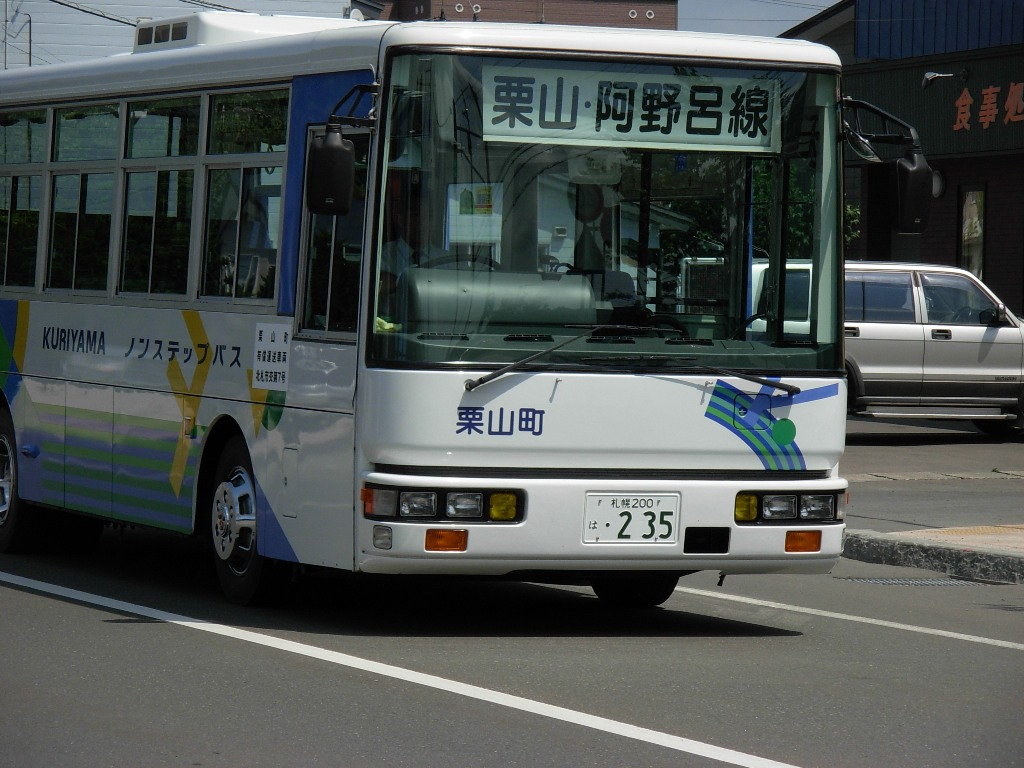
栗山町営バス

### 鉄道
- 北海道旅客鉄道（JR北海道）
  - 室蘭本線：栗山駅

このほか、石勝線が町内を通っており滝ノ下信号場が設置されているが、旅客駅はない。

#### 廃止された鉄道
- 夕張鉄道 - 1926年（大正15年）には夕張鉄道が開業し、栗山町には栗山駅、角田駅、継立駅、新二岐駅があった。1971年（昭和46年）11月15日には角田駅、継立駅、新二岐駅の旅客営業が廃止され、1974年（昭和49年）4月1日には栗山駅の旅客営業が休止された。営業が再開されないまま、1975年（昭和50年）3月20日に旅客営業が廃止された。

### バス
- 北海道中央バス - 札幌・南幌方面（高速くりやま号）、岩見沢方面。
- 栗山町営バス - 郊外路線、スクールバス、市街地循環バス、南幌・北広島方面デマンドバス
- 長沼町営バス - 長沼方面デマンドバス

#### 廃止されたバス
- 北海道中央バス - 高速ゆうばり号（札幌・夕張方面） ※2024年（令和6年）9月31日廃止[24]
- 夕鉄バス（夕張鉄道） - 江別・札幌方面、札幌急行線等 ※2023年（令和5年）10月1日廃止[25]

### タクシー
- 栗山ハイヤー

### 道路
- 一般国道
  - 国道234号
  - 国道274号
- 道道
  - 北海道道3号札幌夕張線
  - 北海道道30号三笠栗山線
  - 北海道道45号恵庭栗山線
  - 北海道道477号滝下由仁停車場線
  - 北海道道692号角田栗山停車場線
  - 北海道道749号鳩山継立停車場線
  - 北海道道874号朝日桜丘線
  - 北海道道1008号夕張長沼線
  - 北海道道1080号栗山北広島線

## 文化財

### 日本遺産「本邦国策を北海道に観よ！～北の産業革命「炭鉄港」～」
2019年（令和元年）5月20日に日本遺産に「本邦国策を北海道に観よ！～北の産業革命「炭鉄港」～」が認定され、栗山町からは「小林酒造建造物群」が登録された。1901年（明治33年）に小林酒造が栗山町に移転し、周辺の炭鉱労働者に愛され出荷数を伸ばしたこと、敷地内にはレンガや軟石による蔵が点在し、町の景観を形成している、といった点が炭鉄港のストーリーとして位置付けられている。

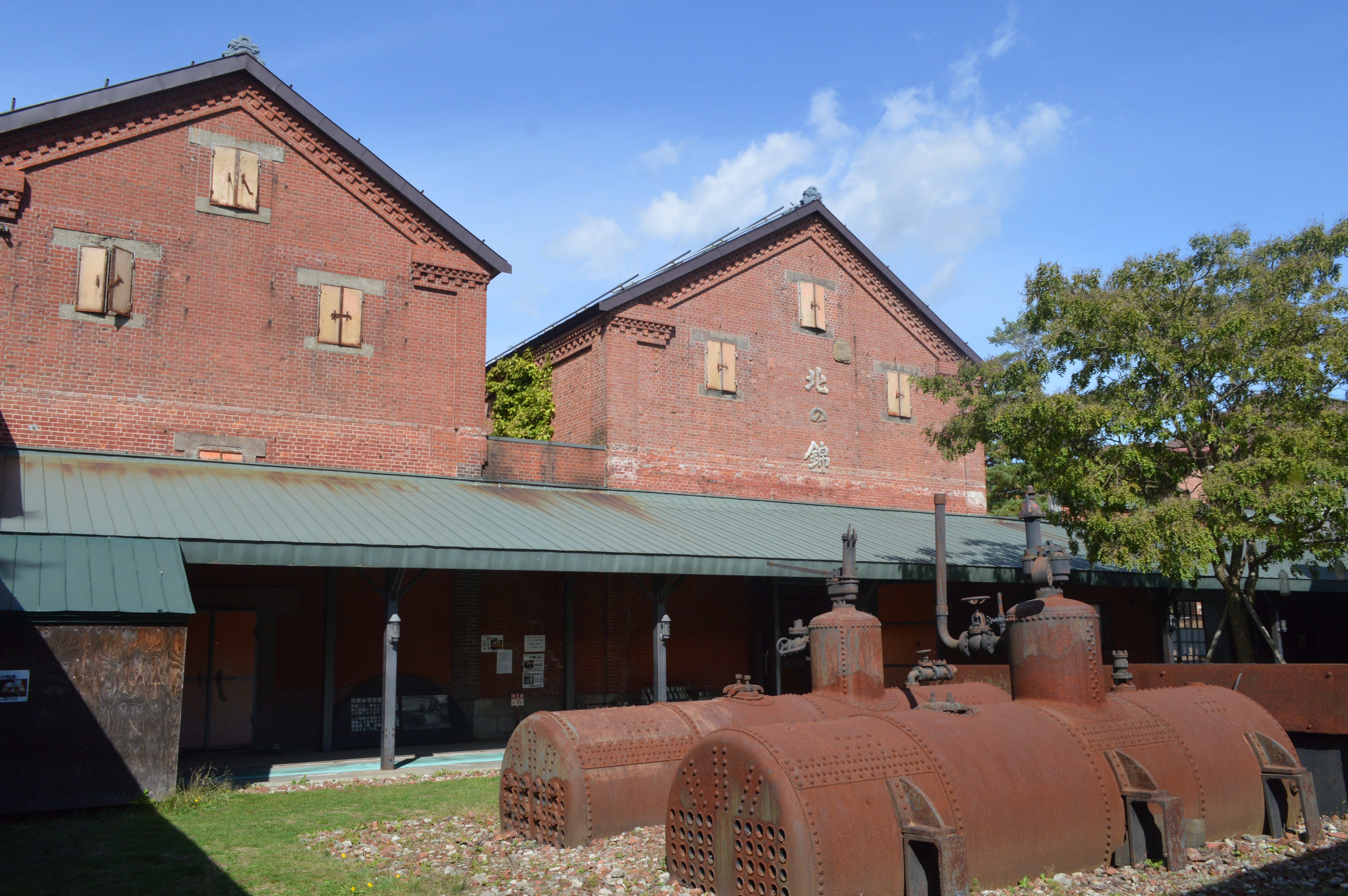
小林酒造

### 登録有形文化財（全13件）
小林酒造に関連する13件が登録有形文化財に登録されている
- 小林家住宅主屋（小林家） - 2006年（平成18年）10月18日登録。
- 小林酒造一番蔵 - 2006年（平成18年）10月18日登録。
- 小林酒造二番蔵 - 2006年（平成18年）10月18日登録。
- 小林酒造三番蔵 - 2006年（平成18年）10月18日登録。
- 小林酒造四番蔵 - 2006年（平成18年）10月18日登録。
- 小林酒造五番蔵 - 2006年（平成18年）10月18日登録。
- 小林酒造六番蔵 - 2006年（平成18年）10月18日登録。
- 小林酒造製麹室 - 2006年（平成18年）10月18日登録。
- 小林酒造蒸米場 - 2006年（平成18年）10月18日登録。
- 小林酒造旧ビール庫・缶詰資材庫（大正・昭和の暮らし館） - 2006年（平成18年）10月18日登録。
- 小林酒造旧精米場（酒の郷なつかしホール） - 2006年（平成18年）10月18日登録。
- 小林酒造旧資材庫（昔の酒道具展示館） - 2006年（平成18年）10月18日登録。
- 小林酒造旧事務所（蔵元北の錦記念館） - 2006年（平成18年）10月18日登録。

### 町指定文化財（全12件）
- 泉記念館 - 2006年（平成18年）5月9日指定[29]。1棟。
- 泉家文書 - 2006年（平成18年）5月9日指定[29]。857部。
- 泉麟太郎君紀念碑 - 2006年（平成18年）5月9日指定[29]。1基。
- 栗山親子獅子舞 - 栗山親子獅子舞保存会。2008年（平成20年）2月15日指定[29]。
- 栗山親子獅子舞用具 - 栗山親子獅子舞保存会。2008年（平成20年）2月15日指定[29]。126点。
- 角田獅子舞 - 角田獅子舞保存会。2008年（平成20年）2月15日指定[29]。
- 「千瓢彫」本田数馬翁の遺作 木彫の鮭 - 2008年（平成20年）11月26日指定[29]。1点。
- 続縄文時代鳩山2遺跡「深鉢形土器」 - 2009年（平成21年）10月13日指定[29]。1点。
- 高木兼寛の書（掛軸） - 2013年（平成25年）5月13日指定[29]。1点。
- 乃木希典の書（掛軸） - 2013年（平成25年）5月13日指定[29]。1点。
- 角田村道路元標 - 2023年（令和5年）1月26日指定[29]。1基。
- 角田神社奉納額（絵馬）『武内宿禰と誉田別命（応神天皇）』 - 2023年（令和5年）1月26日指定[29]。1点。

### その他
- 太刀 銘国俊 – 重要文化財。個人蔵（札幌市に所在との情報もあり）
- 刀 無銘伝来国行 – 重要文化財。個人蔵（札幌市に所在との情報もあり）

## 観光スポット・名所

### 観光スポット

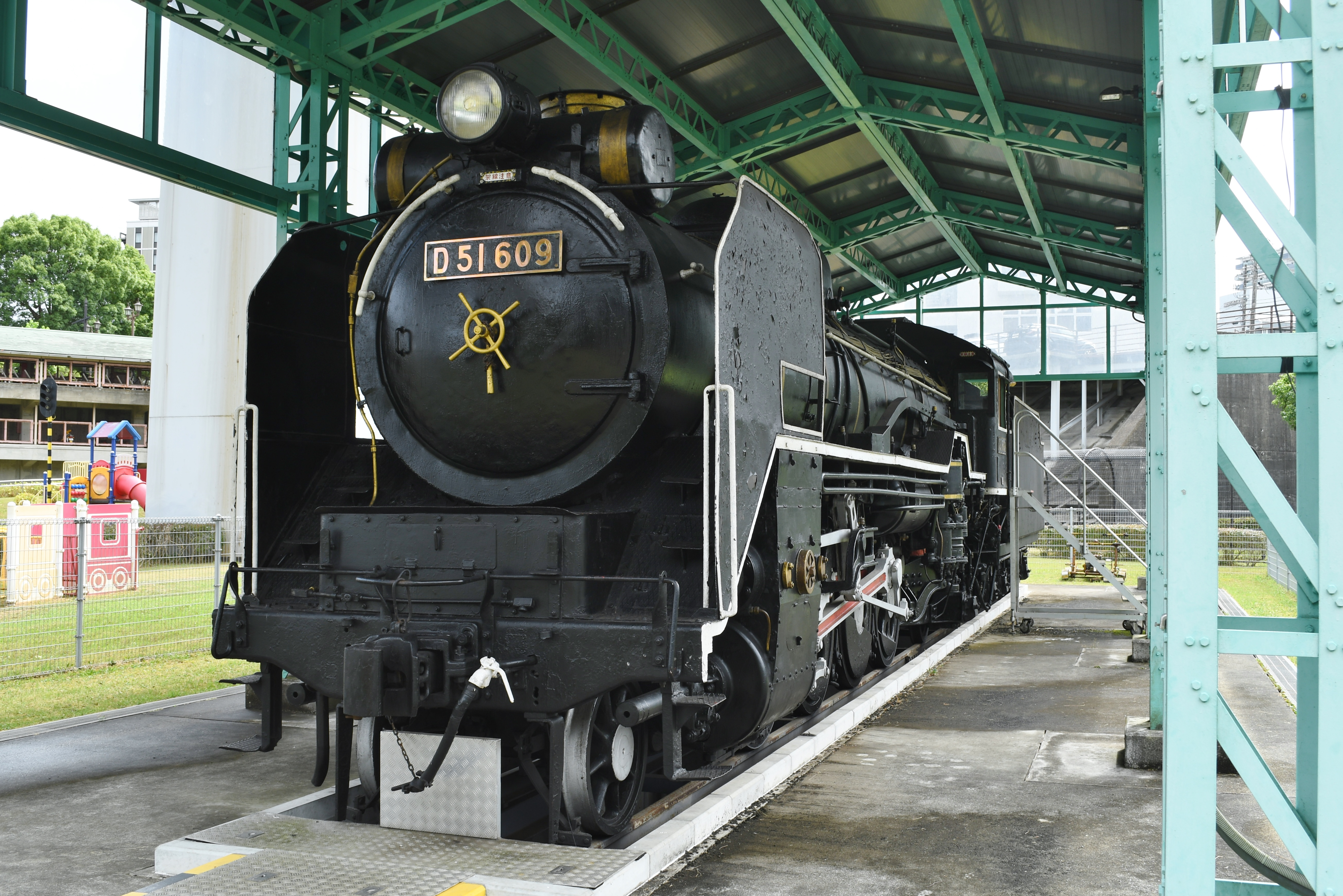
栗山公園のSL広場

- 栗山公園 - 国道234号沿いに位置しており、SL広場や無料で動物と触れ合うことができる「なかよし動物園」やキャンプ場、バーベキューコーナー、ハイキングコース、野球場、テニスコートなどの施設が揃う。例年5月上旬には桜並木約300本が一斉開花する[30]。

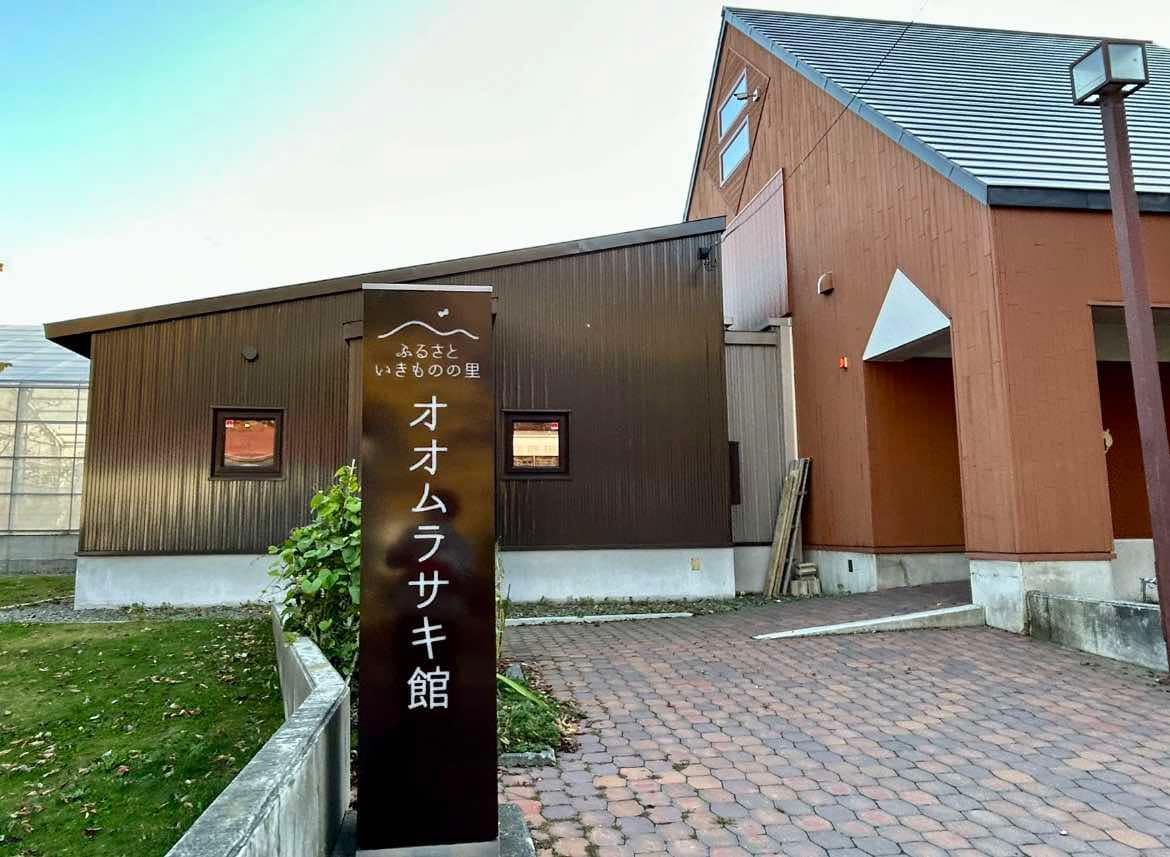
オオムラサキ館

- オオムラサキ館 - 自然と人間の共生をテーマにした学習拠点施設。常設として御大師山の自然や歴史に関する情報や、30種以上の水生生物や昆虫の飼育を展示。国蝶オオムラサキが観察できる観察飼育舎（網舎）を備え、2018年(平成30年)7月にリニューアルオープン[31]。

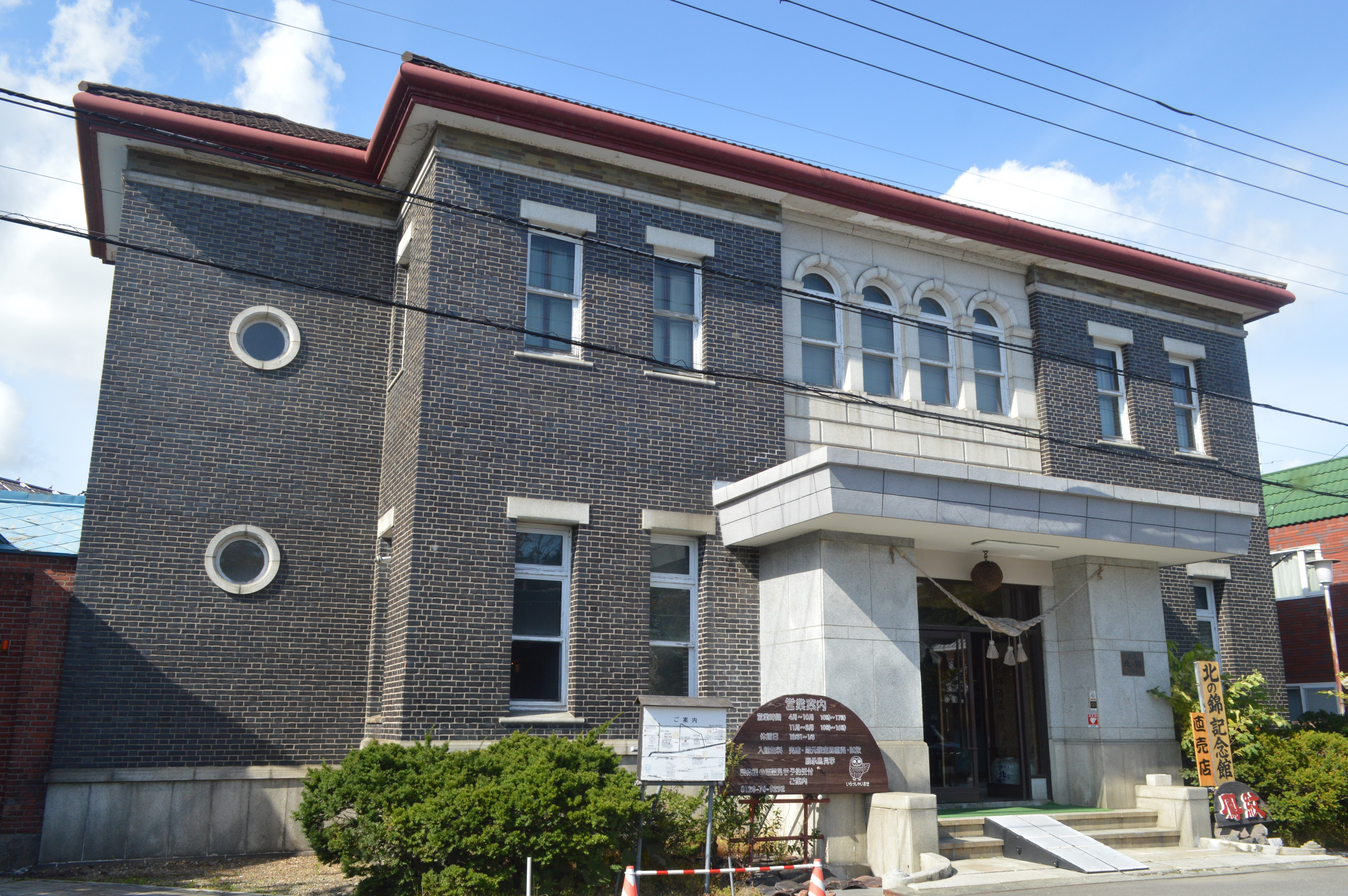
北の錦記念館

- 北の錦記念館 - 小林酒造の旧本社事務所で1944年（昭和19年）に完成。1995年（平成7年）より一般公開、2006年（平成18年）に登録有形文化財に登録されている。館内には酒造りの歴史を刻んだ酒器や什器、身の回り品など約5,000点を展示しているほか、蔵元限定酒などの販売・試飲を行っている[32]。小林家

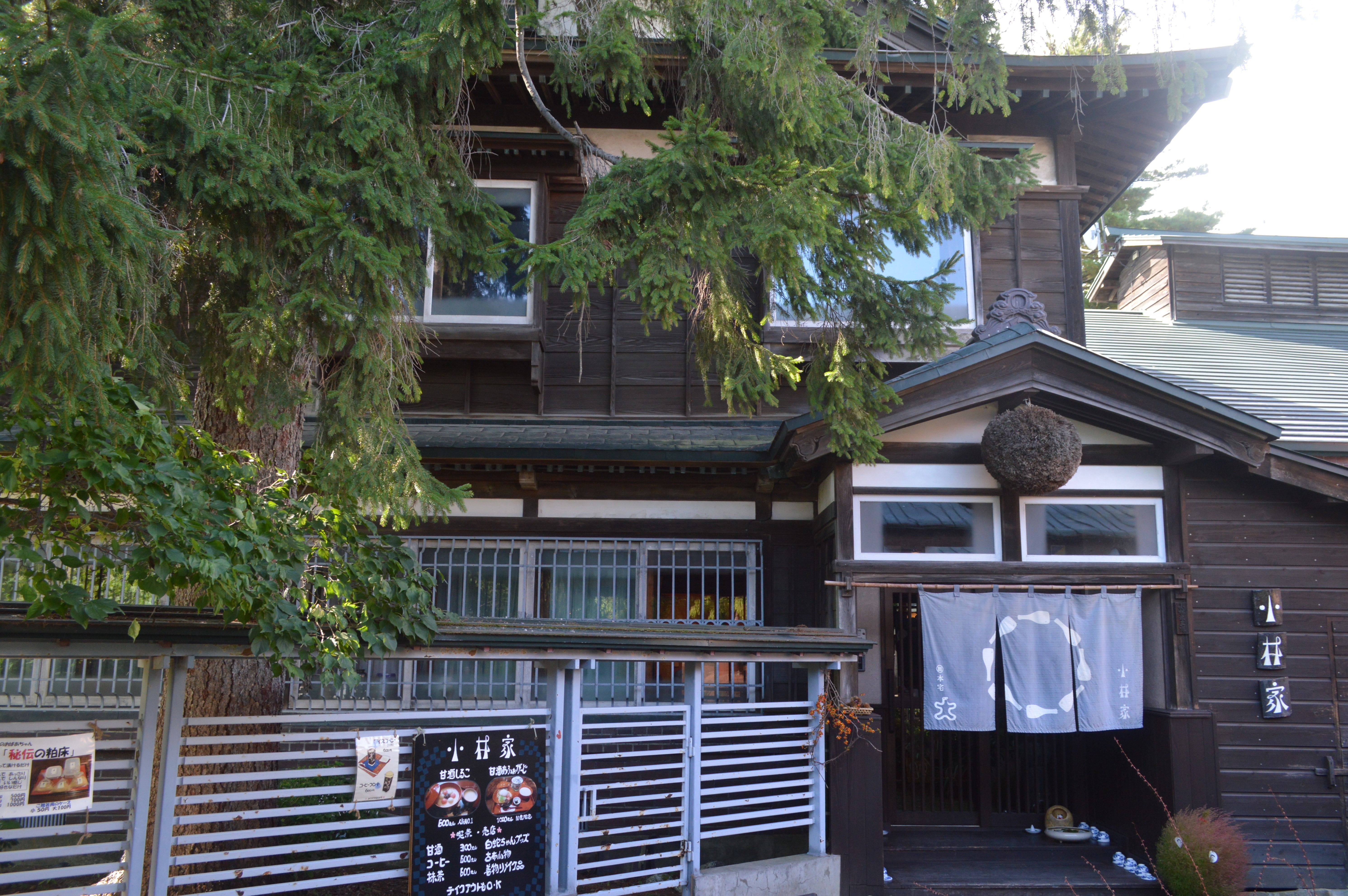
小林家

- 小林家 - 築1897年[33]の北海道最古の造り酒屋である小林酒造の生家見学できる施設。2014年（平成26年）に株式会社小林家を設立し、同年7月から小林家内部の一般公開を開始した[34]。喫茶スペースでは、明治時代の輪島塗の茶碗類などで甘酒、日本茶やコーヒーを提供[35][36]。コンセプトは「男が酒を造り、女は家を守った」[37]。くりやま煉瓦倉庫くりふと

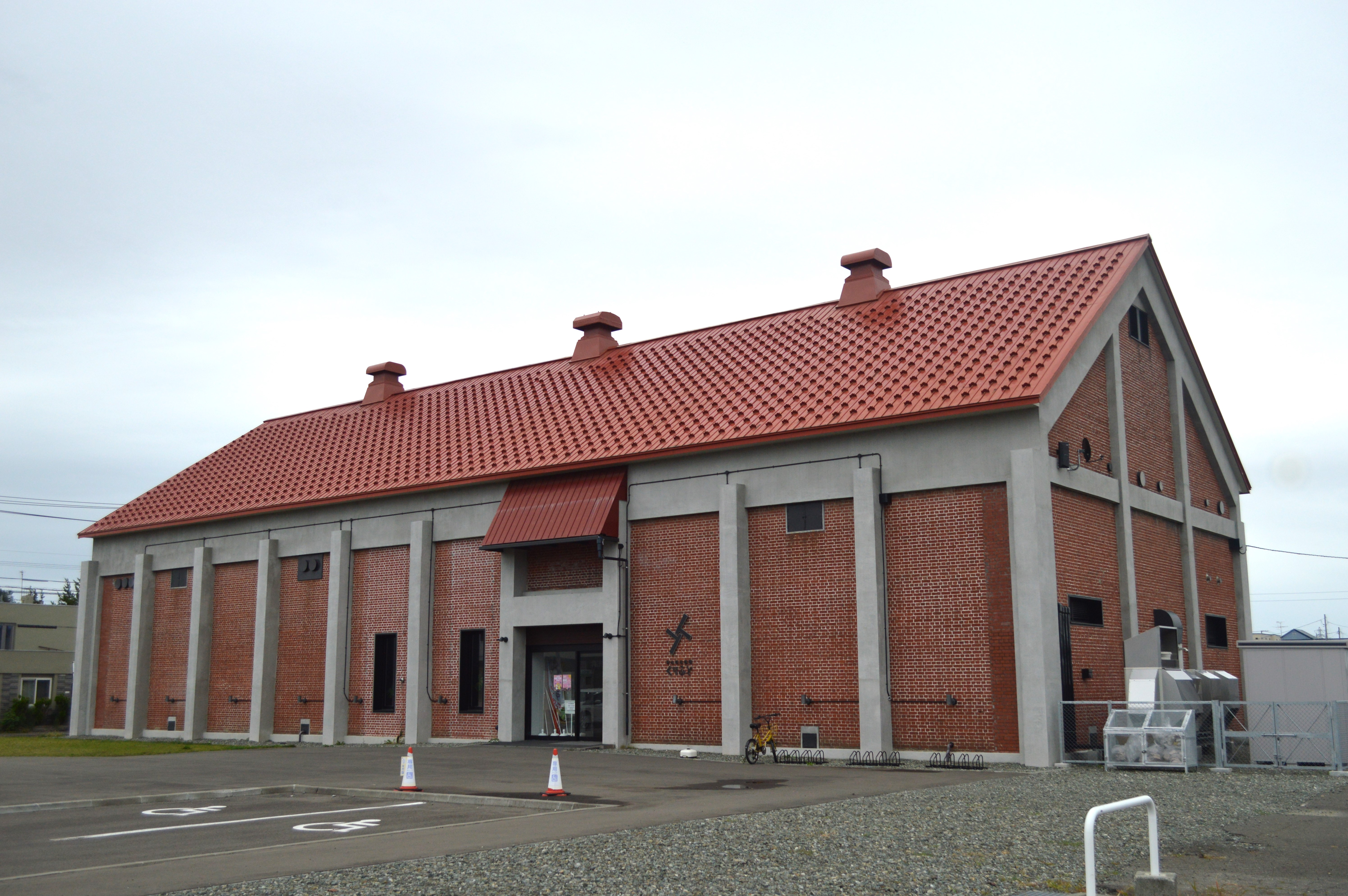
くりやま煉瓦倉庫くりふと

- 栗山煉瓦倉庫くりふと - 町民や栗山町の関係人口のコミュニティスペースで、休憩や歓談、飲食利用以外にも、Wi-Fi接続や充電用コンセントを完備し、仕事やコワーキングにも利用可[38]。多目的ホール、くりふとキッチン（調理室）、展示ホール、メディアブース、ファブラボ栗山、スケートボードパーク等を備える[39]。

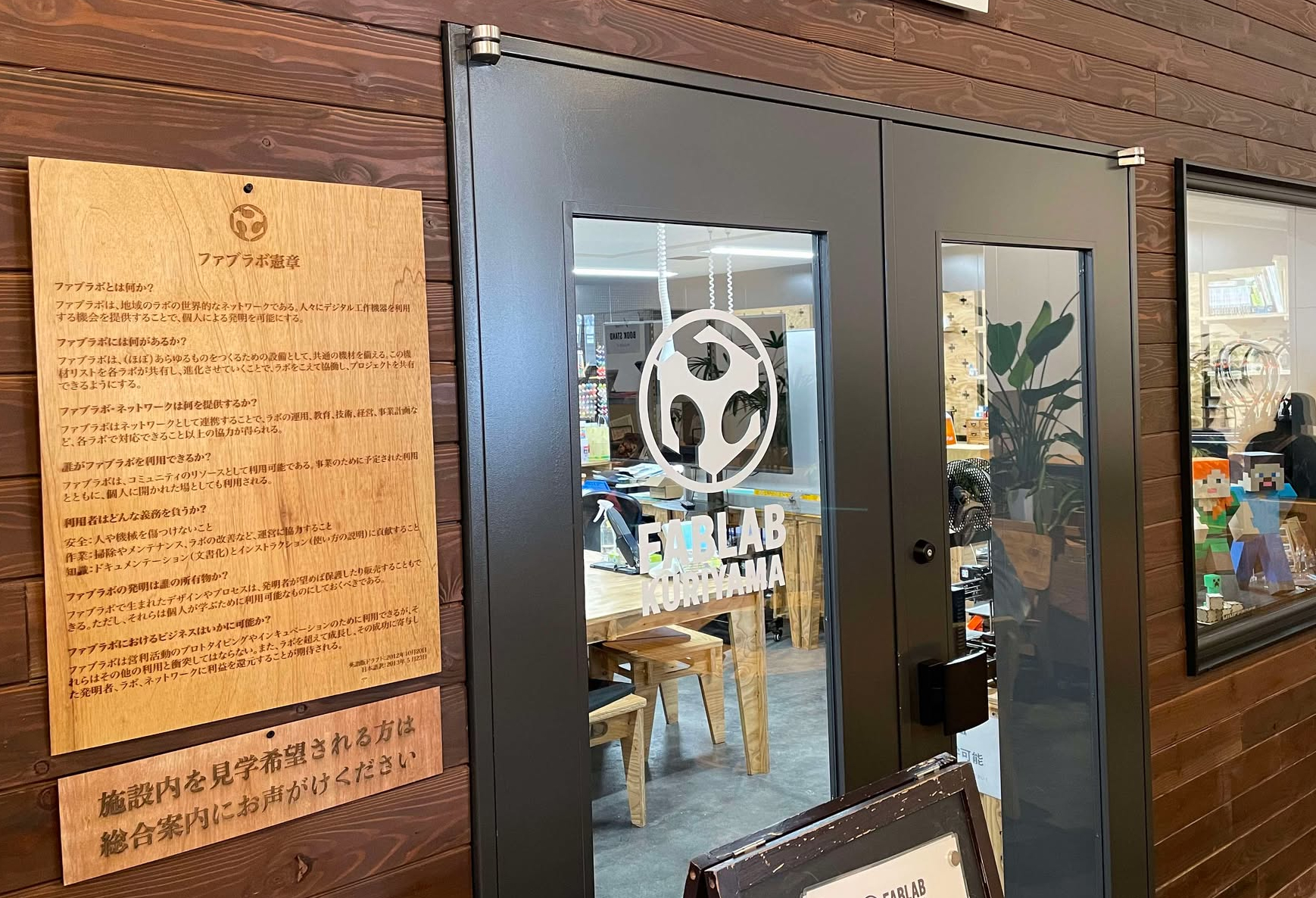
ファブラボ栗山・入口

- ファブラボ栗山 - 「まちの未来を開拓する担い手づくり」をコンセプトに人材育成を目的とした町営のものづくり工房。課題発見から解決までのプロセスを繰り返すことができる人材の育成、地域の活性化を目的とした施設で、施設利用を通じてコミュニティの活性化を目指す[40]。レーザー加工機、UVプリンター、3Dプリンター、木工ハンディツール、デジタル刺しゅうミシン等を備える[41]
- 栗の樹ファーム - プロ野球監督である栗山英樹の名前を冠した私設野球場。映画「フィールド・オブ・ドリームス」に影響を受け、夢である野球場を栗山町民と共に2002年（平成14年）に建設した[42]。隣接するログハウスには、日本・米国の名選手が使用した野球グッズが展示されているが、2024年5月現在、新型コロナウイルス感染症拡大防止の観点から休館。立ち入り禁止となっている[43]。
- 泣く木 - 国道234号沿いに存在したハルニレの巨木。開拓の犠牲になった囚人や、不幸な境遇を苦に自殺した女性の霊がニレの老木に乗り移ったと伝えられ、切り倒そうとすると「キューヒー」と木が泣き、事故が続出したと言われる。霊木として祀られたが、1970年（昭和45年）に切り倒された。なお、切った本人もまた亡くなったと言われている。現在、切り株には「泣く木二世」を移植し霊を慰められている[44]。栗山ダム

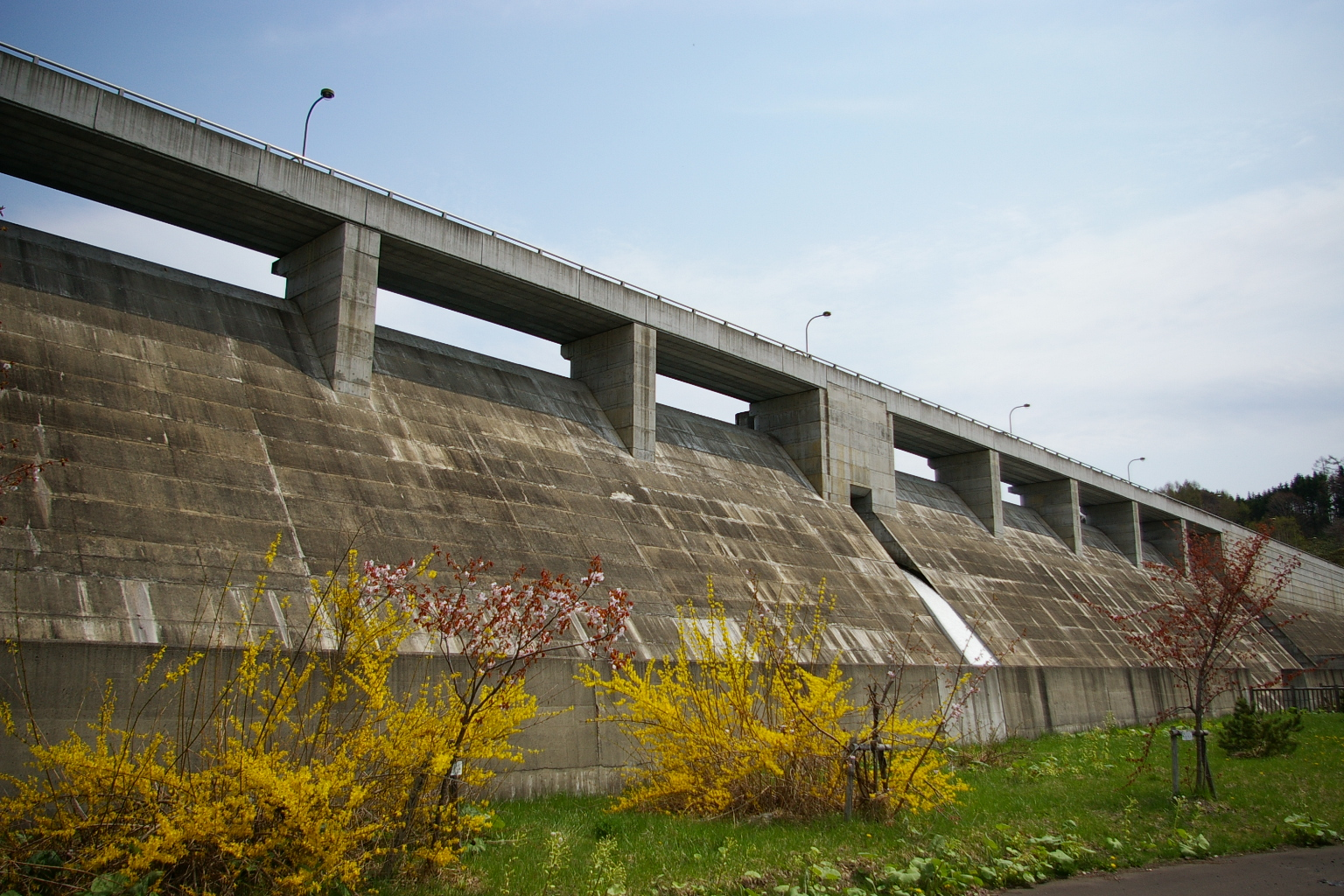
栗山ダム

- ファーブルの森
- 坂本九思い出記念館
- 不動の滝（南角田）
- 阿野呂一本木
- 栗山ダム（くりやま湖）

### かつて存在していた観光スポット
- 王子製紙森林博物館　王子製紙所有の研究所で、前身の「林木育種研究所」から組織改革に伴い、2000年（平成12年）7月に現在に改称。フィールドミュージアムとして実験林を生きた標本として活用し「王子の森」の愛称で1995年（平成7年）から一般開放していたが、2010年（平成22年）3月に閉館した。

### 栗山町を舞台・ロケ地とした作品
- 『あした輝く』ｰ 1974年（昭和49年）公開の映画。主演は浅田美代子。小林酒造が舞台として登場[45]。
- 『夢の標本』 ｰ 1998年（平成10年）放送のHTBスペシャルドラマ。主演は戸田菜穂。ファーブルの森と小林酒造が舞台として登場[46][47]。
- 『鉄道員』ｰ 1999年（平成11年）公開の映画。主演は高倉健。小林酒蔵が舞台として登場[48][49]。
- 『雨鱒の川』 ｰ 2004年（平成16年）公開の映画。主演は玉木宏、綾瀬はるか。小林家、小林酒造、王子製紙森林博物館が舞台として登場[50][51]。
- 『ぶどうのなみだ』 ｰ 2014年（平成26年）公開の映画。主演は大泉洋。小林酒蔵が舞台として登場[52]。

## 寺院・神社

### 寺院
- 高野山真言宗 栗山寺 – 桜丘2丁目156番地
- 浄土宗 法蔵寺（法藏寺） – 桜丘2丁目150番地
- 高野山真言宗 孝恩寺 – 大井分269番地
- 浄土真宗興正派 常正寺 – 大井分261番地
- 真言宗善通寺派 和光山弘清寺 （弘淸寺） （北海道三十三観音霊場11番札所） – 角田216番地[53]
- 曹洞宗 万松山永禅寺（萬松山永禪寺） – 松風2丁目55番地
- 浄土宗 方田寺 – 角田42番地
- 浄土真宗本願寺派 教覚寺（敎覺寺） – 角田187番地
- 本願寺派 唯専寺（唯專寺） – 松風2丁目162番地
- 真宗大谷派 広済寺（廣濟寺） – 角田43番地
- 浄土真宗東本願寺派単立 證繼寺（証継寺） – 雨煙別923番地[54]

### 神社
- 栗山天満宮 – 桜丘2丁目32番地
- 雨煙別神社 – 字 雨煙別134番地
- 角田神社 – 字 角田165番地
- 御園神社 – 字 御園28番地
- 北学田神社 – 北学田
- 継立神社
- 鳩山神社
- 日出神社
- 円山神社
- 南角田神社
- 迂遠別山神宮
- 稲荷明神社 – 弘清寺境内

## マスコミ
- 北海道新聞栗山支局
- エフエムくりやま
- 南空知新報 - 2016年（平成27年）廃刊[55]。

## 著名な出身者

### 政治
- 卜部敏男 - 駐フィリピン大使。

### 経済
- 松原武吉 - 松原産業初代社長。
- 4代目小林米三郎 - 小林酒造4代目社長、株式会社小林本店社長。
- 佐野力 - 日本オラクル初代社長。
- 後藤英樹 - 志援初代社長。2016年倒産。
- 渡辺貞 - 計算機科学者。スーパーコンピュータ「京」開発者。2006年Seymour Cray賞。2009年学士院賞。2009年栗山町町民栄誉賞。

### 教育
- 泉靖一 - 文化人類学者。東京大学東洋文化研究所教授。
- 見澤俊明 - 法学者。札幌学院大学学長。

### 文化・芸術
- バービー - お笑いタレント。フォーリンラブ。
- 平田裕香 - タレント。
- 鎌田順也 - デザイナー[56]。
- 萩鵜アキ - ライトノベル作家。
- 小林ちほ - 切り絵作家[57][58]。

### スポーツ
- 中山正芳 - プロゴルファー[59]。
- 長田弘幸 - 障害者ノルディックスキー選手。冬季パラリンピック3大会に出場。
- 印東玄弥 - バレーボール指導者。
- 藤村怜 - プロサッカー選手。
- 田村亜矢 - 女子プロゴルファー。
- 髙野瀬紫苑 - 女子サッカー選手[60][61]。

## ゆかりのある人物
- 泉麟太郎 - 開拓者。仙台藩角田領主石川邦光の家臣。
- 伊藤広幾 - 衆議院議員。
- 2代目小林米三郎 - 実業家・政治家。小林酒造社長。第1回参議院議員。
- 鳩山和夫 - 政治家、第6代衆議院議長。1895年（明治28年）に当地を開墾して農場を開設した。ゆかりの神社として鳩山神社がある。
- 湯地定基 - 根室県令、貴族院勅選議員。北海道にジャガイモを普及させた。1893年（明治26年）に湯地農場を開設。湯地という地名の由来となった。
- 鳩山由紀夫 - 政治家。第93代内閣総理大臣。中選挙区時代に曽祖父和夫ゆかりの栗山町が地盤だった北海道第4区から出馬。
- 栗山英樹 - プロ野球選手・プロ野球監督（北海道日本ハムファイターズ、野球日本代表）。町名と苗字が同じ縁から、日本ハム監督就任以前より栗山町観光大使を務めるほか、「栗の樹ファーム」を運営し、現在はそこに自宅を構えている。
- 松山千春 - シンガーソングライター。父親が栗山町出身